# Amoi
Amoi Technology Co., Ltd. (tiếng Trung: 夏新电子) là một công ty điện tử của Trung Quốc có trụ sở tại Hạ Môn, Phúc Kiến. Công ty là một nhà cung cấp dịch vụ di động tích hợp sản xuất, R&D và bán các thiết bị thông tin di động.

## Lịch sử
Amoi được thành lập vào năm 1997, với tên gọi ban đầu là Amoisonic. Amoi bây giờ có hơn 6000 nhân viên và tổng tài sản là 3,25 tỷ NDT. Tên công ty tiếng Anh của nó có nguồn gốc từ Amoy, tên cũ của Hạ Môn, nơi đặt trụ sở của công ty.

## Trung tâm nghiên cứu và phát triển
- Viện Amoi Thượng Hải
- Trung tâm nghiên cứu Amoi

## Sản phẩm
Amoi sản xuất nhiều loại thiết bị điện tử tiêu dùng, bao gồm điện thoại di động và TV LCD để bán trong nước và quốc tế.
Amoi cũng sản xuất điện thoại di động 3 Skypephone cùng với INQ Phone, điện thoại mạng xã hội dành riêng cho 3 Skypephone.